# Classic Loire-Atlantique
La Classic Loire-Atlantique est une course cycliste française, créée en l'an 2000, par Jean-Luc Chaillot.
La première Classic a lieu en 2000. Il s’agissait de mettre sur pied une épreuve professionnelle qui faisait défaut dans le département. Au fil des ans, La « Classic Loire-Atlantique » s'est professionnalisée. Réservée aux amateurs jusqu'en 2001, elle est ouverte aux professionnels en 2002. Elle est classée par l'Union cycliste internationale à sa création en catégorie 1.5, cette épreuve est reclassée 1.2 à partir de 2005 pour devenir en 2011 une course de catégorie 1.1 au calendrier UCI Europe Tour.
Sur les équipes participantes, les équipes professionnelles françaises sont présentes chaque année. Les autres équipes sont en général européennes.
Le 19 mars 2011, la douzième édition de la Classic Loire-Atlantique se dispute sur un circuit de 16,8 kilomètres à parcourir 11 fois par les coureurs à travers cinq communes de la Loire-Atlantique, La Haie-Fouassière, Saint-Fiacre-sur-Maine, Maisdon-sur-Sèvre, Château-Thébaud et Vertou. En juin 2019, le championnat de France est organisé sur le parcours de la classique.
L'édition 2020 est annulée, en raison de la pandémie de Covid-19.

## Palmarès
| Année | Vainqueur                                            | Deuxième                                             | Troisième                                            |
| ----- | ---------------------------------------------------- | ---------------------------------------------------- | ---------------------------------------------------- |
| 2000  | Frédéric Delalande                                   | Emmanuel Mallet                                      | Gilles Canouet                                       |
| 2001  | Nicolas L'Hôte                                       | Erki Pütsep                                          | Jonathan Dayus                                       |
| 2002  | Rune Jogert                                          | Ludovic Rousselot                                    | Lloyd Mondory                                        |
| 2003  | Thomas Voeckler                                      | Anthony Charteau                                     | Sébastien Hinault                                    |
| 2004  | Erki Pütsep                                          | Denis Robin                                          | Franck Pencolé                                       |
| 2005  | José Alberto Martínez                                | Alberto Benito                                       | Alexandre Usov                                       |
| 2006  | Sergey Kolesnikov                                    | Noan Lelarge                                         | Mathieu Drujon                                       |
| 2007  | Nicolas Jalabert                                     | Yury Trofimov                                        | Piotr Zieliński                                      |
| 2008  | Mikel Gaztañaga                                      | Jimmy Casper                                         | Frédéric Finot                                       |
| 2009  | Cyril Bessy                                          | Michael Reihs                                        | David Le Lay                                         |
| 2010  | Laurent Mangel                                       | Renaud Dion                                          | Pierrick Fédrigo                                     |
| 2011  | Lieuwe Westra                                        | Bert Scheirlinckx                                    | Yohan Cauquil                                        |
| 2012  | Florian Vachon                                       | Mirko Selvaggi                                       | Sébastien Delfosse                                   |
| 2013  | Edwig Cammaerts                                      | Yauheni Hutarovich                                   | Laurent Pichon                                       |
| 2014  | Alexis Gougeard                                      | Kenneth Vanbilsen                                    | Wesley Kreder                                        |
| 2015  | Alexis Gougeard                                      | Marco Marcato                                        | Anthony Delaplace                                    |
| 2016  | Anthony Turgis                                       | Loïc Chetout                                         | Kévin Ledanois                                       |
| 2017  | Laurent Pichon                                       | Thomas Boudat                                        | Hugo Hofstetter                                      |
| 2018  | Rasmus Quaade                                        | Daniel Hoelgaard                                     | Armindo Fonseca                                      |
| 2019  | Rudy Barbier                                         | Marc Sarreau                                         | Rory Townsend                                        |
| 2020  | Édition annulée en raison de la pandémie de Covid-19 | Édition annulée en raison de la pandémie de Covid-19 | Édition annulée en raison de la pandémie de Covid-19 |
| 2021  | Alan Riou                                            | Valentin Madouas                                     | Dorian Godon                                         |
| 2022  | Anthony Perez                                        | Lewis Askey                                          | Matis Louvel                                         |
| 2023  | Axel Zingle                                          | Laurence Pithie                                      | Maikel Zijlaard                                      |
| 2024  | Paul Lapeira                                         | Tom Van Asbroeck                                     | Emmanuel Morin                                       |